# Jean-Luc Tissot
Pour les articles homonymes, voir Tissot.
Jean-Luc Tissot, né le 12 décembre 1972 à Ambérieu-en-Bugey, est un ancien joueur de basket-ball, devenu entraîneur de basket-ball. Il était l'entraîneur de la Jeunesse laïque de Bourg-en-Bresse de janvier 2015 à juin 2015, en remplacement de Frédéric Sarre. Au sein du club de Bourg, il a été joueur, capitaine, directeur sportif, président et donc, entraîneur.

## Carrière

### Joueur
1992-2002 : JL Bourg-en-Bresse

### Entraîneur
2015 : JL Bourg-en-Bresse (équipe 1)